# 해거드잎귀쥐
해거드잎귀쥐(Phyllotis haggardi)는 비단털쥐과에 속하는 설치류이다. 에콰도르에서만 발견된다.